# 349407 Stefaniafoglia
349407 Stefaniafoglia è un asteroide della fascia principale. Scoperto nel 2007, presenta un'orbita caratterizzata da un semiasse maggiore pari a 3,1793239 au e da un'eccentricità di 0,1830679, inclinata di 15,89761° rispetto all'eclittica.